# François Daviet de Foncenex
François Daviet de Foncenex   (Thonon-les-Bains, 5 de novembre de 1734 - Casale Monferrato, agost 1798) fou un matemàtic i militar de Savoia en el segle xviii.

## Vida i Obra
No es coneix gran cosa de la vida de Daviet de Foncenex. Nascut a Savoia, va estudiar a la Scuola di Artilleria di Torino, sota el mestratge de Joseph-Louis Lagrange, dos anys més jove que ell. El 1759 va ser nomenat membre de l'Accademia delle Scienze di Torino. Posteriorment va ser tinent de l'exèrcit del Regne de Sardenya-Piemont (el ducat de Savoia estava integrat en el regne de Sardenya) i després de diverses promocions fins a arribar a brigadier, va ser governador de Villefranche-sur-Mer i de Sàsser (1790-1791). El 1792 va participar en la guerra contra l'exèrcit revolucionari francès i va ser jutjat per traïció i empresonat durant un any.
Daviet de Foncenex va publicar entre 1759 i 1761 dos articles importants a la revista de l'Acadèmia, Miscellanea Taurinensis. El primer d'ells (1759), sobre els nombres imaginaris i titulat Mémoire sur les logarithmes des quantités négatives té un annex titulat Éclaircissements sur les quantités imaginaires; major importància té el segon, amb el títol Sur les principes fondamentaux de la méchanique (1761). En quatre seccions dedicades, respectivament a la llei de la inèrcia, la composició de forces, l'equilibri i la llei de la palanca, intenta establir les lleis fonamentals a priori de la mecànica, i que pot ser considerat un precedent de l'anàlisi dimensional.
El 1789 va publicar l'article titulat Récit d'une foudre ascendante éclatée sur la tour du fanal de Villefranche.
Finalment, el 1799, va publicar el llibre Principes fondamentaux de la méchanique.